# Club Social Deportivo Junín
El Deportivo Junín es un club de fútbol de la ciudad de Huancayo, Junín, en el Perú. Fundado originalmente en 1962, fue refundado en el año 2000 y participa en la Copa Perú. Jugó en la Primera División del Perú durante 17 temporadas.

## Historia

### Los primeros pasos
Deportivo Junín fue fundado el 27 de noviembre de 1962 en Huancayo por residentes de la ciudad de Junín. En 1963 y 1964, Deportivo Junín militó en la Tercera División de Huancayo. Campeonó y ascendió a Segunda de Huancayo, categoría en la que estuvo tres años más, hasta 1967, cuando volvió a obtener un título. Llegó a Primera División de Huancayo y fue subcampeón por tres años consecutivos, hasta que en 1971 se hizo del título y fue avanzando en la Copa Perú hasta llegar a la Finalísima de 1972, en la que ascendían los dos primeros ubicados. Definido el título a favor de Atlético Grau, Junín pugnó por el segundo cupo en el último partido contra un rival regional: León de Huánuco, que le ganó 3-2 y postergó el sueño huancaíno. Así, Junín recién subió a Primera División en 1974, año en que el número de participantes ascendió hasta 22, fue uno de los ocho campeones regionales de la Copa Perú. Con el argentino Eloy Martín Tojo, su máxima figura, como arquero y director técnico simultáneamente, a punta de goleadas fue avanzando hasta que se hizo del título regional tras vencer al Estudiantes Unidos de Huancavelica en la final, por 5-1 en Huancayo y 0-1 de visita

### Primera División
El cuadro huancaíno debutó en la Primera División el 24 de marzo de 1974, en la ciudad de Arequipa: perdió 1-0 contra Piérola, otro ascendido. Le costó mucho ganar por primera vez, en las siete primeras jornadas del Descentralizado, empató tres encuentros y perdió cuatro. Su primer triunfo fue en la octava, el 12 de mayo 2-0 sobre Carlos A. Mannucci en Huancayo. Llegó a tener cuatro técnicos en esa primera campaña: Juan De La Vega, Óscar Montalvo, Orlando Calle y Ricardo Alfaro.

### Las campañas
Las campañas de Deportivo Junín destacan por la medianía de la tabla. Casi nunca ingresó a las liguillas definitorias y tampoco fue frecuente que peleara el descenso. Su mejor temporada fue 1975 cuando, de la mano de la "Foca" Mario Gonzales, se ubicó sexto y clasificó a la liguilla por el título, y dirigido interinamente por José Julio Villanueva quedó último. En tanto en 1982 quedó muy comprometido con el descenso: terminó último en los puntajes generales y, para su suerte, ese año no hubo baja directa: Junín tuvo que afrontar un repechaje contra Ramón Castilla de La Oroya y resolvió su permanencia sin contratiempos, con un 5-0 de local y un 0-2 de visita. Sin embargo, la época de los Regionales permitió que Deportivo Junín sumara algunos trofeos a su palmarés: fue campeón de la Zona Centro en 1987, 1988 y el primer Regional de 1990.
Deportivo Junín es, hasta la fecha, el club huancaíno mejor ubicado en la tabla histórica de los campeonatos nacionales: está en el puesto 19. Lo siguen Sport Huancayo (30°), Deportivo Wanka (31°), Unión Huayllaspanca (70°). Al último de ellos es al único al que Junín llegó a enfrentar en Primera: el último choque entre ambos fue el 18 de noviembre de 1990 y Huayllaspanca ganó 1-0. Sin embargo, durante sus diecisiete temporadas en Primera, la mayor rivalidad regional la sostuvo contra ADT de Tarma.

### La tragedia
La tragedia rondó a Deportivo Junín el 14 de diciembre de 1976, en el estadio Nacional, cuando visitó al Club Atlético Chalaco. Promediando el encuentro, Ángel Vicente Avilés, jugador de Junín, se desvaneció en plena cancha; nadie pudo resucitarlo. El infarto fue fulminante, imborrable para quienes lo vieron en vivo y para las páginas de la historia; sin duda, la muerte de Avilés fue uno de los eventos más dramáticos que recuerde el fútbol peruano.

### Cambio de nombre
En la década de los 80's el Deportivo Junin lideraba la mayoría de veces el Regional del Centro, la cual le permitía competir con los demás equipos del país e incluso disputar la Liguilla Final del Descentralizado. 
Entre los años 1983 y 1985 en club se llamaría Huancayo FBC. 
En 1986 retomó el nombre de Deportivo Junin y no tuvo fortuna en el torneo la cual tuvo de jugar el torneo Intermedio.

### Suspensión
En 1990 se descubrió que (junto a Defensor ANDA de Aucayacu y el Alipio Ponce de Mazamari que no tenían nada que disputar en el campeonato) habían fraguado actas de partidos que nunca se jugaron para ahorrarse los costos del traslado. Por este escándalo los tres equipos (junto al Chacarita Versalles de Iquitos) fueron relegados de la primera división, que al año siguiente "sólo" se jugaría con 41 equipos e iniciaría el final de los Campeonatos Regionales en Perú.
El Deportivo Junín fue inhabilitado de participar en cualquier competencia por cinco años.
Para el año 1998 el club se fusiona con el Meteor Sport Club formando al equipo Meteor - Junín. El equipo utilizó la misma indumentaria del Social Deportivo Junín y participó en la Segunda División Profesional. El cuadro alcanzó la cuarta posición del torneo y para el año siguiente desistieron en participar en la Segunda División. 

### Refundación
El 20 de agosto de 2000 el club fue refundado como Deportivo Junín de Ocopilla y volvió a la Liga Distrital de Huancayo, siempre con camiseta naranja.
En 2002 fue campeón distrital, provincial y subcampeón departamental tras perder la final con Sport Dos de Mayo de Tarma. Al año siguiente llegó hasta la semifinal departamental, pero fue eliminado Echa Muni de Pampas.
En 2011 no se presentó en dos partidos de la Liga de Huancayo y por consiguiente perdió la categoría.
En 2016 fue relanzado como ETE Deportivo Junín y participó en la Segunda División de Huancayo donde logró el ascenso a la Primera distrital. Sin embargo al año siguiente terminó en último lugar de la Liga Distrital retornando a la Segunda Distrital. En 2018 consiguió un nuevo ascenso a la Primera Distrital tras terminar en segundo lugar de su grupo en la Segunda División distrital.

## Uniforme
La camiseta por la que más se recuerda a Deportivo Junín es el intenso color naranja, que adoptó a partir de 1976 en homenaje a la selección de los Países Bajos que tanto había maravillado al planeta en la Copa del Mundo dos años antes. Sin embargo, antes y después, este uniforme varió: en la Copa Perú que le dio el ascenso, vestía aún una camiseta de color rojo. En los ochenta, cuando realizó el cambio de nombre, mutó hacia un modelo de rayas verticales blancas y verdes. También supo vestir de verde completo.
- Uniforme titular: Camiseta naranja, pantalón negro, medias negras.
- Uniforme alternativo: Camiseta blanca, pantalón blanco, medias blancas.

### Evolución del uniforme

#### Titular
| 1962 - 1975 | 1976 - 1982 | 1983 - 1985 Huancayo F. C. | 1985 - Actualidad |  |

#### Alternativo
| 1976 - 1982 | 1983 - 1985 Huancayo F. C. | 1985 - Actualidad |  |

## Datos del Club
- Puesto histórico: 23°
- Temporadas en Primera División: 17 (1974-1990)
- Mayor goleada conseguida:
  - En campeonatos nacionales de local: Deportivo Junín 5:0 Atlético Torino (1978).
  - En campeonatos nacionales de visita:
- Mayor goleada recibida:
  - En campeonatos nacionales de local:
  - En campeonatos nacionales de visita: Colegio Nacional de Iquitos 7:0 Deportivo Junín (1984)
- Mejor Puesto en Primera División: 6° (1974)
- Peor Puesto en Primera División: 18° (1975)

## Jugadores

### Ídolos
Definir a un ídolo de Deportivo Junín resulta bastante complicado. Si bien tuvo a jugadores que llegaron a tener presencia en el club por varios años (Orlando Sánchez, Armando Lara, Eloy Martín, Isaac Correa), es difícil encasillar a uno de ellos como el más emblemático.
Hay algo, sin embargo, que Deportivo Junín puede ostentar con cierto orgullo: fue el último club profesional de Hugo Sotil. En 1986, un año después de que el ‘Cholo’ jugara en Los Espartanos de Pacasmayo, Sotil disputó algunos encuentros del Regional Centro de aquella temporada y cumplió la doble función de jugador-entrenador.

## Entrenadores
- 1974:  Óscar Montalvo;  Orlando Calle

- 1975:  Mario Gonzales;  José Julio Villanueva (Int.)

- 1976:  Diego Agurto;  Eloy Campos

- 1977:  Eloy Campos;  Juan Honores

- 1978:  Benicio Acosta

- 1979:  Arantes De Souza

- 1980:  Ronald Pitot;  Walter Milera

- 1981:  Walter Milera

- 1982:  Montes de Oca

- 1983:  Roberto Challe; Ramos Zacarias

- 1984:  José Julio Villanueva; Ramos Zacarias; Ricardo Aparcana (Int.); Juan Jose Muñante

- 1985:  Diego Agurto;  Víctor Zegarra

- 1986:  Dupla: Hugo Sotil y Ricardo Aparcana; Ronald Amoretti.

- 1987:  Emilio Barra; Ramón Apolinario

- 1988:  Ramón Apolinario

- 1989: Miguel Ángel Guzmán
- 1990: Gustavo Merino

- 2002: Félix Lozada

- 2003: Mifflin Bermúdez

- 2019: Félix Lozada

- 2020: Junior Álvarez Varela

## Palmarés

### Torneos regionales
| Competición regional                         | Títulos                 | Subcampeonatos                |
| -------------------------------------------- | ----------------------- | ----------------------------- |
| Campeonato Regional - Zona Centro (3/3)      | 1987, 1988, 1990-I.     | 1984, 1989-I, 1989-II         |
| Etapa Regional - Región Centro (1/0)         | 1972.                   |                               |
| Liga Departamental de Junín (2/1)            | 1971, 1973.             | 2002.                         |
| Liga Provincial de Huancayo (4/0)            | 1973, 2002, 2003, 2005. |                               |
| Liga Distrital de Huancayo (2/5)             | 1971, 2002.             | 1968, 1969, 1970, 2008, 2024. |
| Segunda División Distrital de Huancayo (2/1) | 1967, 2016.             | 2018.                         |
| Tercera División Distrital de Huancayo (1/0) | 1964.                   |                               |